# Myceense grafarchitectuur
De Myceners hadden een uitgebreide dodencultus. Om hun gestorvenen te eren kregen ze een plechtige begrafenis en een echt graf. In het begin van de Myceense beschaving (17e en 16e eeuw v. Chr.) ontstond er een Myceense grafarchitectuur. De eerste graven die de Myceners bouwden waren schachtgraven. Later in de 16e eeuw v. Chr. de kamergraven. Een groot deel van de graven uit de 15e en 14e eeuw en later is een koepelgraf. Alle drie de varianten zijn gevonden in en rond Mycene, maar ook buiten Mycene werden doden begraven in verschillende soorten graven.
Aan de doden werden veel geschenken meegegeven het graf in: gouden maskers (voor koningen), sieraden, servieswerk etc.

## Schachtgraven
De eerste Myceense graven waren schachtgraven. Dit waren in de grond gegraven rechthoekige kuilen waarin meerdere doden konden worden begraven. Boven op de graven stonden grafstenen. Daarop waren vaak reliëfs afgebeeld van jacht- en strijdtonelen.
Schachtgraven waren zo’n 5 tot 7 meter diep. Ze werden meestal gegraven in zacht gesteente en het diepste gedeelte werd tot ongeveer één meter verstevigd met een bakstenen constructie. Op de vloer lagen kiezels. De bovenkant werd afgedekt met stenen platen en de overgebleven ruimte boven de dode, die men het gat in liet zakken, werd gevuld met aarde.
In Mycene zijn twee grafcirkels met schachtgraven teruggevonden, de twee grafcirkels worden grafcirkel A en grafcirkel B genoemd. Als een koning begraven werd, gaven ze hem ook verschillende voorwerpen mee zoals onder andere bekers, juwelen, zijn zwaarden, veroveringen van andere volkeren.

## Kamergraven
De tweede variant Myceense graven is het kamergraf. Een kamergraf lijkt erg op een schachtgraf, alleen is het graf dan uitgehakt in de rotsen. Het kamergraf was de goedkopere versie van het koepelgraf, dat in de volgende paragraaf wordt beschreven.

## Koepelgraven

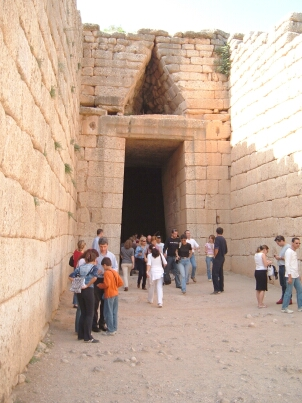
De entree van de Schatkamer van Atreus

De beroemdste versie van alle Myceense graven is het koepelgraf. In veel belangrijke nederzettingen zijn ze terug te vinden. De koepelgraven van Mycene zijn erg beroemd, vooral de zogenaamde Schatkamer van Atreus en het Graf van Clytemnestra. Deze grafvorm werd door de Myceners vanaf de 14e eeuw v.Chr. overgenomen van de Minoïers.
Koepelgraven, die ook wel tholosgraven worden genoemd, zijn ronde graven die, zoals de naam al aangeeft, in een koepelvorm zijn gebouwd. De grafruimtes zijn niet bolvormig maar enigszins spits toelopend. De koepels zijn opgebouwd uit ringen van stenen, die elkaar steeds iets overkragen. De stenen die gebruikt werden waren hard en in rechthoekige stukken gezaagd zodat het bouwwerk zo stevig mogelijk zou zijn. Het is erg bijzonder dat de Myceners dit soort moeilijke structuren konden bouwen.
Het graf is als volgt aangelegd. Men legde steeds een ring stenen neer. Daar tegenaan werd aarde gestort en zo groeide de koepel verder en werd uiteindelijk aan de bovenkant gesloten. Doordat er boven op de koepel een berg aarde lag werden de stenen naar binnen gedrukt en bleven achter elkaar steken, zo bleef de koepel staan. Wanneer de begrafenis voorbij was werd de dromos dichtgemaakt en het koninklijk graf verdween uit het zicht, het was verstopt.
Koepelgraven werden gebouwd in een heuvel, een grafheuvel. De toegang tot het graf bestond uit een toegangsweg, die dwars door de berg gegraven was. De entree tot het koepelgraf bestond uit een hoge poort met daarboven een driehoekige opening.
De meeste koepelgraven waren erg groot en hadden een grote diameter. Meestal waren dit soort graven alleen toegelegd aan de koninklijke familie van rijke steden.
Er bevinden zich negen koepelgraven in Mycene. Verder zijn er grote koepelgraven gevonden in Dendra, Orchomenos en Vapheio. Omdat de koepelgraven werden verstopt onder een heuvel, zijn ze relatief goed bewaard gebleven.

## De graven in Mycene
In Mycene zijn alle soorten graven terug te vinden. De belangrijkste graven van Mycene zijn de schachtgraven van de grafcirkels A en B. En de volgende twee koepelgraven: het Schathuis van Atreus en het Graf van Clytemnestra.

#### De Grafcirkels A en B
Binnen de muren van Mycene ligt grafcirkel A. Deze grafcirkel die ergens tussen 1650 en 1600 v. Chr. is aangelegd heeft een diameter van 28 meter. De grafcirkel bevat zes schachtgraven. Er lagen 19 doden begraven: 9 mannen, 8 vrouwen en 2 kinderen. In de graven in deze grafcirkel zijn veel geschenken gevonden, onder andere dodenmaskers, aardewerk, sieraden en wapens.
Grafcirkel B, die ergens tussen 1650 en 1550 v. Chr. is aangelegd, ligt even buiten Mycene, vlak naast de oostkant van het Graf van Clytemnestra. De grafcirkel bevat 14 koninklijke graven en 12 graven van andere inwoners van Mycene. Hij is kleiner dan grafcirkel A.

#### De schatkamer van Atreus en het Graf van Clytaimnestra
De schatkamer van Atreus is het grootste Myceense koepelgraf. Dit koepelgraf dateert uit 1250 – 1220 v. Chr. Hij ligt onder een grafheuvel een eindje buiten Mycene. De toegangsweg (de zogenaamde dromos) tot het graf is 36 meter lang en 6 meter breed. De poort is 5,4 meter hoog. Boven de doorgang ligt een monolithische latei van 120 ton. Boven deze latei bevindt zich een driehoekige ontlastingsboog. De totale hoogte van de entree is ruim 10 meter.
De koepel heeft een diameter van 14,5 meter en is 13,2 meter hoog. Aan de koepel zat nog een ondergrondse zijkamer vast. De binnenkant van de koepel is met metaal bedekt geweest, dit metaal moest de hemel voorstellen.
Naast de binnenkant was ook de entree van de schatkamer van Atreus versierd. De zuilen die naast ingangspoort waren versierd met groene albast en V-vormige patronen. De driehoek boven de poort, was versierd met een afdekplaat waarop een fresco was aangebracht. Naast deze afdekplaat stonden twee wederom van groene albast gemaakte zuilen, die waren versierd met een spiraalmotief.
Het Graf van Clytemnestra uit ca. 1220 v. Chr. is iets kleiner dan de Schatkamer van Atreus.